# Centaurea microcarpa
Centaurea microcarpa là một loài thực vật có hoa trong họ Cúc. Loài này được Coss. & Durieu ex Batt. & Trab. mô tả khoa học đầu tiên năm 1889.